# Свети Пантелеймон (Генерал Тодоров)
„Свети Пантелеймон“ е българска скална църква край село Генерал Тодоров (до 1984 година Припечене), България, част от Неврокопската епархия на Българската православна църква.

## История
Църквата е издълбана в скала във възвишението Пчелина, над река Струма, северозападно от Генерал Тодоров и югозападно от Левуново. На отсрещния бряг на реката се намират лечебните извори при Рупите. Храмът е изграден на мястото на антично светилище, посветено на бога лечител Асклепий. Църквата има следните размери: западна стена – дължина 6,20 m, южна 5,30 m, източна 5,15 m и северна 6,10 m. Плановата схема е съобразена изцяло с тази на светилището. Последното е изсечено в скалния масив, като в централната апсида е вградена мраморна плоча с изображение на Асклепий. Пред нея е оформена каменна олтарна маса с височина 0,70 m. Разстоянието от сегашния под до скалния покрив е 4,70 m. По него личат няколко пласта варова мазилка, като върху най-ранния има следи от живопис.
С победата на християнството светилището изгубва предишното си значение, но не е забравено от местните хора. По-късно, вероятно през втората половина на IX в. е преустроено е в църковен храм, а функциите на Асклепий са унаследени от великомъченика Пантелеймон, лекар от античността, канонизиран за светец. Вероятно тук през средновековието е имало значително отшелническо братство. За това свидетелстват следите от много разрушени и няколко оцелели скални килии около църквата.
Мраморното изображение на Асклепий се свързва от местните със Свети Пантелеймон. Легендите твърдят, че изображението се е появило само, и че Пантелеймон е живял и лекувал в района. Местно предание твърди, че тук като млад се е подвизавал Свети Иван Рилски. Той е набеден за появилия се мор по добитъка и е прогонен от местните жители, след което се заселва в Рила. Според друго предание оттук в Свети Врач са дошли двамата калугери (врачове), с чиято дейност се свързва именуването на селището и построяването на храма „Свети Безсребърници“.
През 2015 година жителите на село Левуново правят ремонт на църквата, при който аматьорски е изрисуван релефът на Асклепий.